# 方可成
方可成（1987年7月—），安徽安庆人，本科和硕士毕业于北京大学新闻与传播学院，2010年-2013年夏天於南方周末任時政版记者，2019年於美國賓夕法尼亞大學安南伯格傳播學院博士畢業，是香港中文大学社会科学院新闻传播学院中华传媒与比较传播研究中心助理教授。